# Myrtea sagrinata
Myrtea sagrinata är en musselart som först beskrevs av Dall 1886.  Myrtea sagrinata ingår i släktet Myrtea och familjen Lucinidae. Inga underarter finns listade i Catalogue of Life.